# Hans Heyting

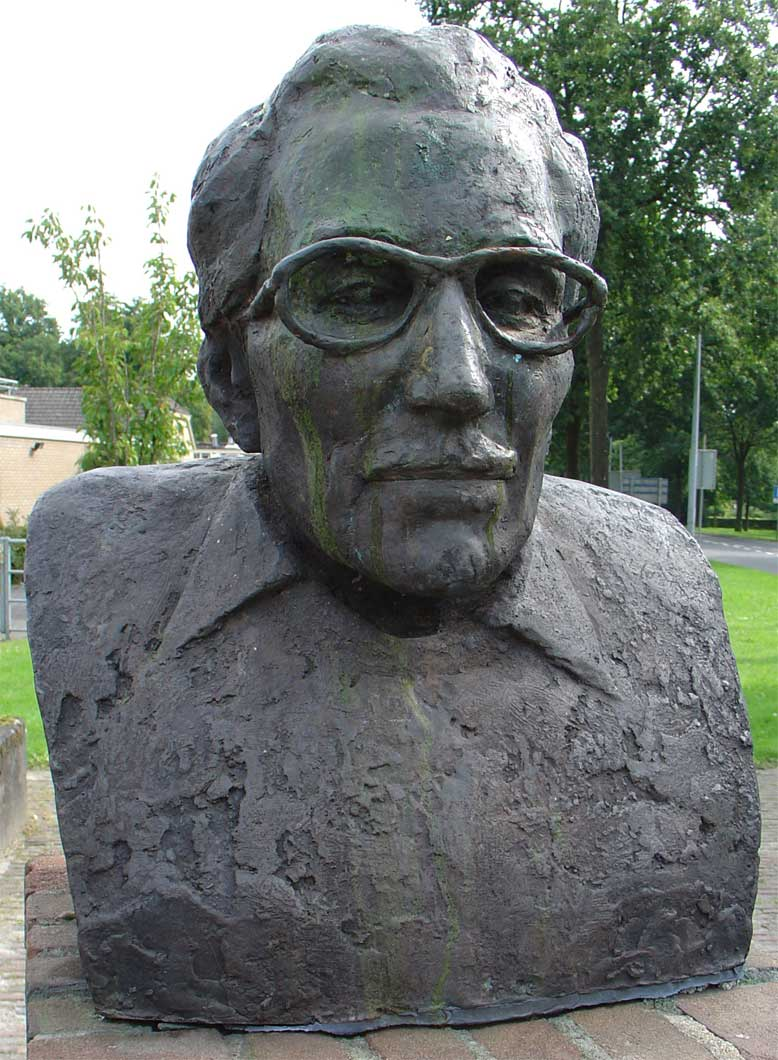
Hans Heyting (1918-1992)

Hans Heyting - geboren als Johannes Heijting - (Beilervaart, 13 augustus 1918 – Borger, 9 juni 1992) was een Drentstalige schrijver en dichter.
Heyting was, naast schrijver en dichter, ook schilder, maar daarin was hij minder succesvol. Hij ontving voor zijn literaire werk in 1974 de Culturele prijs van Drenthe. Hij was, met onder anderen Gerard Nijenhuis, een van de oprichters van Oeze Volk, een Drentstalig literair tijdschrift. Als medewerker van de RONO en later Radio Noord maakte hij diverse radioprogramma's.
Het gung veurbij; de jaoren hebt veurgoed
mij oet dat zommerparadies verdreven.
De harfst is daor - en mij is overbleven,
heimwee en warmte, bezunken in mien bloed.
(Hans Heyting: een fragment van zijn gedicht Verleuren paradies)